# 최승태
최승태(1976년 10월 18일 ~ )는 대한민국의 희극 배우이다.

## 출연작

### 방송
- 개그콘서트 (KBS)
- 웃찾사 (SBS)
- 개그시대 (채널A)